# Antonella (telenovela)
Antonella fue una telenovela argentina emitida en el año 1992 por Canal 13. Emitida a las 15:00 hs, cosechando un éxito rotundo, convirtiéndose en uno de los programas más vistos de ese año. Fue protagonizada por Andrea Del Boca y Gustavo Bermúdez. Coprotagonizada por Luis Luque, Humberto Serrano, Mimí Ardú, Osvaldo Tesser, Mónica Galán y Marcela Ruiz. Antagonizada por Virginia Innocenti, Osvaldo Guidi y la primera actriz Hilda Bernard. También, contó con la actuación especial de Jorge D'Elía.
Fue escrita por Enrique Torres y dirigida por Nicolás Del Boca (padre de Andrea). La telenovela combinaba toques clásicos de melodrama acompañados de comedia.

## Descripción
La historia es protagonizada por Antonella, una joven que desea ser actriz. Trabajando como animadora de fiestas infantiles, caracterizando al payaso Plin-Plin, conoce a Nicolás quien es en realidad el amante de su hermana Natalia. Al poco tiempo, Natalia aparece muerta. Si bien se cree que fue un suicidio, Antonella piensa que fue asesinada por Nicolás, por lo cual buscando venganza se infiltra en el mundo de la alta sociedad.
Finalmente se enamora y reconcilia con él y llega al casamiento.

## Elenco
- Andrea Del Boca - Antonella
- Gustavo Bermúdez - Nicolás Cornejo Mejía
- Luis Luque - Gastón Cornejo Mejía
- Jorge D'Elía - Carlo Moricone
- Virginia Innocenti - Miranda
- Humberto Serrano - Facundo Cornejo Mejía
- Mónica Galán - Paula
- Mimí Ardú - Raquel
- Diego Bozzolo - Federico
- Osvaldo Tesser - Abelardo
- Jorge Velurtas - Cristóbal
- Osvaldo Guidi - Arturo
- Bettina Vardé - Barbara
- Marcela Ruiz - Nuria
- Victoria Manno - Florencia Martínez
- Marcelo Alfaro - Gustavo
- Gastón Martelli - Lorenzo
- Patricia Castell - Consuelo
- Vita Escardó - Natalia
- Ana María Castell - Amparo
- Alejandra Rubio - Lulú
- Marta Betoldi - Mónica
- Eugenia Tálice - Marisol
- Cira Caggiano - Mercedes
- Emilio Bardi  - Detective
- David Finkel - Sonrriti
- Marta Gimeno  - Tita
- Ricardo Robles - Lautaro
- Regina Palermo - Reina

y la primera actriz
- Hilda Bernard - Lucrecia Cornejo Mejía

## Banda sonora
- Para este amor (Andrea del Boca)
- No se tú (Luis Miguel)
- Daría cualquier cosa (Chayanne)
- No he podido verte (Emmanuel y Juan Luis Guerra)
- Quién eres tú (Yuri)
- Por ella (Roberto Carlos)
- Es el amor que llega (Ana Gabriel)
- Como me gusta (Sergio Dalma)
- Por un minuto de amor (Alejandro Lerner)
- Ya lo había vivido (Franco de Vita)
- Pisando fuerte (Alejandro Sanz)
- Tentaciones (Franco Simone)
- Angie (La Ley)